# Нандо Рафаель
Нандо Рафаель (порт. Nando Rafael, нар. 10 січня 1984, Луанда) — німецький і ангольський футболіст, нападник клубу «Уніон Нієдеррад».
Виступав, зокрема, за клуб «Герта», а також національну збірну Анголи.
Чемпіон Нідерландів. Володар Кубка Нідерландів.

## Клубна кар'єра
Народився 10 січня 1984 року в місті Луанда. Вихованець футбольної школи клубу «Аякс». Дорослу футбольну кар'єру розпочав 2001 року в основній команді того ж клубу. 
Привернув увагу представників тренерського штабу клубу «Герта», до складу якого приєднався 2002 року. Відіграв за берлінський клуб наступні чотири сезони своєї ігрової кар'єри.
Згодом з 2006 по 2020 рік грав у складі команд «Боруссія» (Менхенгладбах), «Орхус», «Аугсбург», «Фортуна» (Дюссельдорф), «Хенань Констракшн», «Бохум» та «Бірлар».
До складу клубу «Уніон Нієдеррад» приєднався 2021 року.

## Виступи за збірні
Протягом 2005–2006 років залучався до складу молодіжної збірної Німеччини. На молодіжному рівні зіграв у 13 офіційних матчах, забив 5 голів.
У 2012 році дебютував в офіційних матчах у складі національної збірної Анголи.
У складі збірної був учасником Кубка африканських націй 2012 року у Габоні та Екваторіальній Гвінеї.

## Титули і досягнення
- Чемпіон Нідерландів (1):

«Аякс»: 2001-2002
- Володар Кубка Нідерландів (1):

«Аякс»: 2001-2002